# Rijksmonument 335379
Rijksmonument 335379 omvat een bouwblokje in de Landbouwstraat, Betondorp, Amsterdam-Oost. Het blokje betreft van oorsprong meerdere ongenummerde particuliere garages (ofwel karrenbergplaatsen)  dat op 20 oktober 1988 opgenomen werd in het monumentenregister.
Het blok sluit aan op rijksmonument 335336, de voormalige bibliotheek en leeszaal van de buurt. Ze zijn ontworpen door architect Dick Greiner en opgetrokken uit beton/korrelbeton, die het hun grijze kleur geeft. De toegangen bestonden uit dubbele houten deuren tussen pilaren.
In de jaren tachtig bevond het complex inclusief bibliotheek en leeszaal zich in een deplorabele toestand; er werd gestut. Er werd in diezelfde jaren een uitgebreide renovatie/restauratie op touw gezet, waarbij alles dat op garages wees werd vervangen. Het complexje werd omgebouwd tot zaal voor het buurthuis, dat de gehele ruimte in beslag ging nemen. De dubbele deuren werden voorzien van een plint met ramen, die passen bij bibliotheek en leeszaal. De verbouwing werd onder meer begeleid door Onno Greiner, zoon van de oorspronkelijke architect. Sindsdien vormen de gebouwen als het ware één geheel (Brink 43-45, Landbouwstraat 61-63).    